# 鈴木正孝
鈴木 正孝（すずき まさたか、1940年〈昭和15年〉6月22日 - ）は、日本の官僚、政治家。元防衛医科大学校副校長。元参議院議員。静岡県出身。

## 来歴
中央大学法学部卒業後、防衛庁入庁。長官官房防衛審議官、調達実施本部副本部長、防衛医科大学校副校長を歴任し1994年（平成6年）退官。

### 1994年静岡市長選挙
防衛庁退官後、静岡市長選挙に立候補したが、小嶋善吉に敗れて落選した。
※当日有権者数：-人 最終投票率：53.10%（前回比：-pts）
| 候補者名 | 年齢 | 所属党派   | 新旧別 | 得票数   | 得票率 | 推薦・支持                                 |
| -------- | ---- | ---------- | ------ | -------- | ------ | ------------------------------------------ |
| 小嶋善吉 | 47   | -          | 新     | 72,328票 | 38.2%  | 自民支持                                   |
| 鈴木正孝 | 54   | -          | 新     | 55,938票 | 29.5%  | 新生・公明・日本新・民社・みらい・自民支持 |
| 天野一   | 51   | -          | 新     | 50,517票 | 26.7%  | さきがけ、自民支持                         |
| 山本明久 | 40   | 日本共産党 | 新     | 7,507票  | 4.0%   | -                                          |
| 大沢俊子 | 41   | 無所属     | 新     | 3,014票  | 1.6%   | -                                          |

1995年（平成7年）、第17回参議院議員選挙に静岡県選挙区から新進党公認で立候補して初当選を果たした。1997年（平成9年）、新進党を離党し、自民党に入党した。2000年（平成12年）第2次森内閣で防衛政務次官に就任。2001年（平成13年）の第19回参議院議員選挙に自民党公認で立候補したが、3位で落選した。2004年（平成16年）の第20回参議院議員選挙に参議院比例区から立候補したが落選した。

## 略歴
- 1956年（昭和31年）3月 静岡市立大里中学校卒業
- 1959年（昭和34年）3月 静岡県立静岡高等学校卒業
- 1964年（昭和39年）3月 中央大学法学部法律学科卒業
- 1966年（昭和41年）4月1日 防衛庁入庁
- 1974年（昭和49年）11月 警察庁交通局交通企画課課長補佐
- 1975年（昭和50年）4月 千葉県警察本部交通部交通企画課長
- 防衛庁経理局会計課予算・決算班長
- 1980年（昭和55年）12月5日 防衛庁防衛局計画官付システム分析室長兼経理局会計課予算・決算班長
- 1981年（昭和56年）8月1日 自衛隊福島地方連絡部長
- 1983年（昭和58年）7月4日 防衛庁装備局通信課長
- 1984年（昭和59年）7月10日 防衛庁人事局人事第二課長
- 1987年（昭和62年）1月9日 防衛庁長官官房広報課長
- 1988年（昭和63年）6月20日 防衛庁教育訓練局教育課長
- 1989年（平成元年）6月30日 防衛大学校総務部長
- 1991年（平成3年）10月18日 防衛庁長官官房防衛審議官
- 1992年（平成4年）4月10日 内閣官房内閣外政審議室内閣審議官併任
- 1992年（平成4年）6月22日 内閣官房内閣外政審議室内閣審議官併任解除
- 1993年（平成5年）8月24日 防衛庁調達実施本部副本部長（総務担当）
- 1994年（平成6年）7月1日 防衛医科大学校副校長（管理担当）兼防衛医科大学校事務局長
- 1994年（平成6年）7月8日 退官
- 1995年（平成7年）7月 第17回参議院議員通常選挙で初当選（静岡県選挙区）
- 2000年（平成12年）7月 防衛政務次官
- 2001年（平成13年）7月 第19回参議院議員通常選挙で落選（静岡県選挙区）
- 2004年（平成16年）7月 第20回参議院議員通常選挙で落選（比例区）